# Materia viva
Materia viva è un docufilm del 2023 prodotto da Libero Produzioni in collaborazione con Erion WEEE, il consorzio specializzato nella gestione dei Rifiuti di Apparecchiature Elettriche ed Elettroniche (RAEE) domestiche, parte del sistema Erion. 
Il docufilm esplora, attraverso le testimonianze di esperti del settore e i racconti personali di celebri figure italiane e internazionali, l'importanza del riciclo dei RAEE. Sottolinea come il riciclo sia un elemento cruciale per la salvaguardia ambientale, promuovendo l'idea che sia responsabilità dell'uomo costruire un mondo più sostenibile, con l'obiettivo è creare un futuro migliore per le nuove generazioni, dove tecnologia e natura possano convivere in armonia.
Numerosi testimonial, tra il mondo dello spettacolo e quello della sostenibilità ambientale, hanno scelto di sostenere il progetto. Tra loro le star internazionali Susan Sarandon e Shailene Woodley, insieme a Carlo Conti, Alessandro Del Piero, Federica Pellegrini, Francesco Arca, Irene Grandi, Vittorio Sgarbi e molti altri.

## Trama
Il documentario esplora tutte le fasi di vita dei prodotti elettrici ed elettronici (RAEE), attraverso testimonianze di vari personaggi che hanno scelto di sostenere il progetto. Sarandon e Woodley pongono l'accento sull'importanza di rendere la sostenibilità e la tutela ambientale centrali nelle scelte politiche e nei comportamenti quotidiani. Conti e Peronaci condividono riflessioni personali sulla consapevolezza ambientale. Del Piero e Pellegrini offrono una visione sul loro rapporto con l'ambiente, mentre Arca e Grandi aprono i loro "cassetti colmi di RAEE dimenticati", un fenomeno indagato anche dal vlogger Marcello Ascani tra le case di gente comune. Temi come il rapporto tra tecnologia e arte sono esplorati da Jago e Sgarbi, mentre Tormento sottolinea con un freestyle l'importanza del riciclo fin dai primi anni di vita. Francesca Fialdini riflette sui comportamenti umani.
Esperti, tra cui Danilo Bonato e Serena Giacomin, spiegano l'urgenza e i benefici del riciclo dei RAEE, come il recupero di materie prime critiche e il risparmio economico. Marica Di Pierri evidenzia la crescente domanda di risorse nel prossimo futuro, mentre Emilio Cozzi, Mattia Teruzzi e Luca Perri sottolineano l'importanza di un cambio di paradigma nei consumi, passando da un modello lineare a uno circolare. Francesco Di Tommaso discute della sicurezza ambientale e del contrasto ai flussi paralleli di RAEE gestiti illegalmente per profitto economico.
Il documentario offre così una panoramica completa sulla gestione dei RAEE per promuovere una maggiore consapevolezza e azioni concrete per la sostenibilità ambientale.

## Cast
- Susan Sarandon, attrice e attivista
- Shailene Woodley, attrice e attivista
- Carlo Conti, conduttore televisivo
- Federica Pellegrini, nuotatrice
- Alessandro Del Piero, ex calciatore
- Francesco Arca, attore
- Jago, artista e scultore
- Vittorio Sgarbi, critico d'arte ex sottosegretario del Ministero della cultura
- Francesca Fialdini, conduttrice televisiva
- Irene Grandi, cantautrice
- Marcello Ascani, vlogger
- Tormento, cantautore
- Sonia Peronaci, cuoca e scrittrice
- Emilio Cozzi, giornalista e autore
- Luca Perri, fisico e divulgatore scientifico
- e con Tamara Donà, attrice e conduttrice radiofonica

## Produzione
Il documentario, scritto da Andrea Frassoni e Marco Falorni (che ne hanno curato la regia insieme a Stefania Vialetto) è stato girato tra la fine di dicembre 2022 e marzo 2023 in diverse location tra Italia, Spagna e Stati Uniti (Los Angeles, New York). 

## Distribuzione
È stato presentato il 10 maggio 2023 a Roma al Teatro Ambra Jovinelli insieme ai partner del progetto. È stato trasmesso su Rai 3 giovedì 31 agosto 2023. 
Successivamente, è stato distribuito gratuitamente agli istituti scolastici di tutta Italia per coinvolgere le giovani generazioni su questi temi.

## Riconoscimenti
Vince il premio Best Green Documentary al Giffoni Innovation Hub e ha ricevuto a Venezia con un’edizione speciale il Green Drop Award 2023.